# Neauphe-sur-Dive

Neauphe-sur-Dive este o comună în departamentul Orne, Franța. În 1 ianuarie 2022 avea o populație de 132 de locuitori.